# 小城駅
小城駅（おぎえき）は、佐賀県小城市三日月町久米にある、九州旅客鉄道（JR九州）唐津線の駅である。

## 歴史
九州鉄道が1903年（明治36年）12月14日に唐津線を開通させた際に開設された。駅舎は開通当初のものが残されており、地元の小城市では2013年度から2年間の計画で約3億2000万円を費やして改修工事を行った。駅前ロータリーの拡大や公衆トイレの設置、駅舎の改装などを実施し、2015年（平成27年）5月30日に完成記念式典が行われた。
2015年に小城駅駅舎は「22世紀に残す佐賀県遺産」に認定、2016年には国登録有形文化財に登録された。

### 年表
- 1903年（明治36年）12月14日：九州鉄道の駅として開設[4]。
- 1907年（明治40年）7月1日：九州鉄道が国有化、帝国鉄道庁に移管[9]。
- 1982年（昭和57年）11月15日：貨物取扱廃止[9]。
- 1984年（昭和59年）2月1日：荷物扱い廃止[9]。
- 1987年（昭和62年）4月1日：国鉄分割民営化に伴い、JR九州の駅となる[9]。
- 2015年（平成27年）5月30日：駅舎改築工事完了[5]。
- 2016年（平成28年）2月25日：駅舎が『ＪＲ唐津線小城駅本屋』として国登録有形文化財に登録。
- 2020年（令和2年）3月14日：朝夕を除き駅係員を無配置とする[10]。
- 2021年（令和3年）4月15日：駅舎の一部を焼く火災が発生[11]。
- 2022年（令和4年）3月11日：きっぷうりばの営業終了[12]。

## 駅構造
単式ホーム2面2線を有する地上駅で、駅舎側からホーム・線路・ホーム・線路の順に並んでいる。互いのホームは構内踏切で連絡している。開通当初からの木造駅舎が残っている。
JR九州サービスサポートが駅業務を行う業務委託駅で、自動券売機が設置されている。
駅舎の前には高田保馬と与謝野鉄幹・晶子夫妻の歌碑が設置されている。また駅舎には中林梧竹揮毫による駅名額が掲げられている。
2014年（平成26年）にかつてあった駅舎がリニューアルされ、それと同時に駅前も整備された。
2018年9月には、佐賀県による「ピアノの駅」プロジェクトにより駅構内にアップライトピアノが設置された。

### のりば
| のりば | 路線    | 方向 | 行先             |
| ------ | ------- | ---- | ---------------- |
| 1      | ■唐津線 | 上り | 佐賀方面         |
| 2      | ■唐津線 | 下り | 唐津・西唐津方面 |

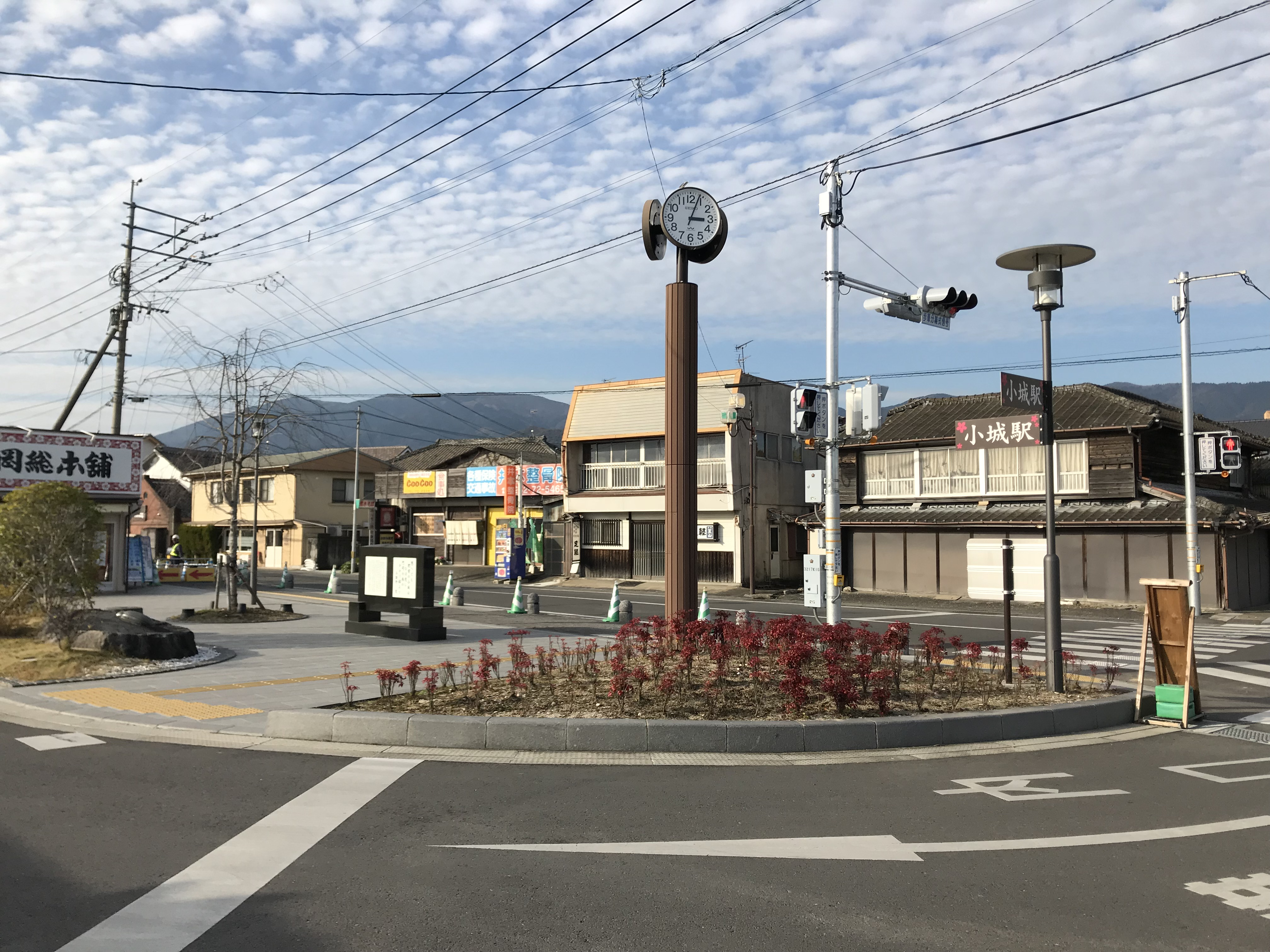
駅ロータリー周辺
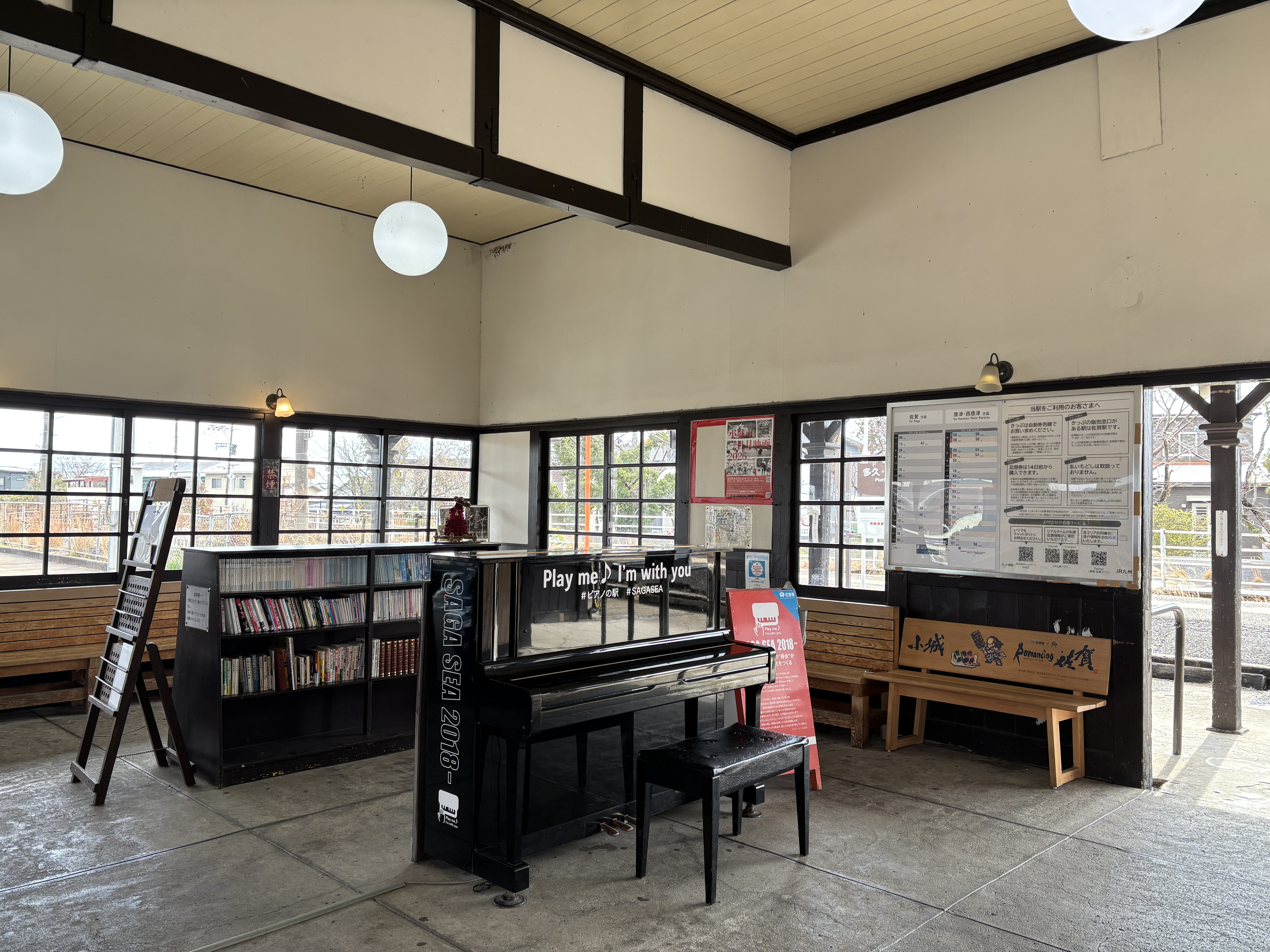
待合室。ピアノや本棚が設置されている（2025年2月）
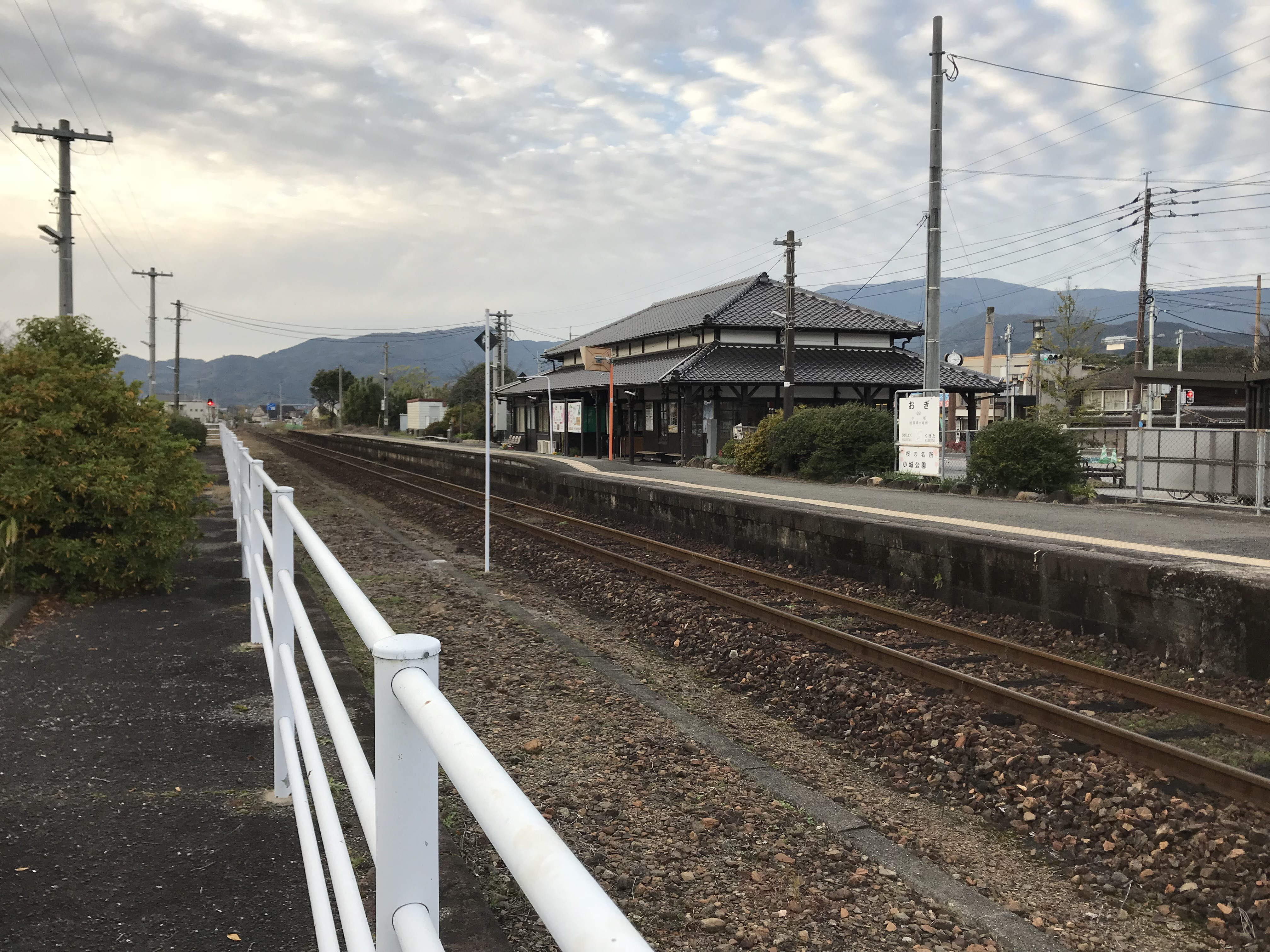
ホーム:2番のりばから1番のりば・唐津方面
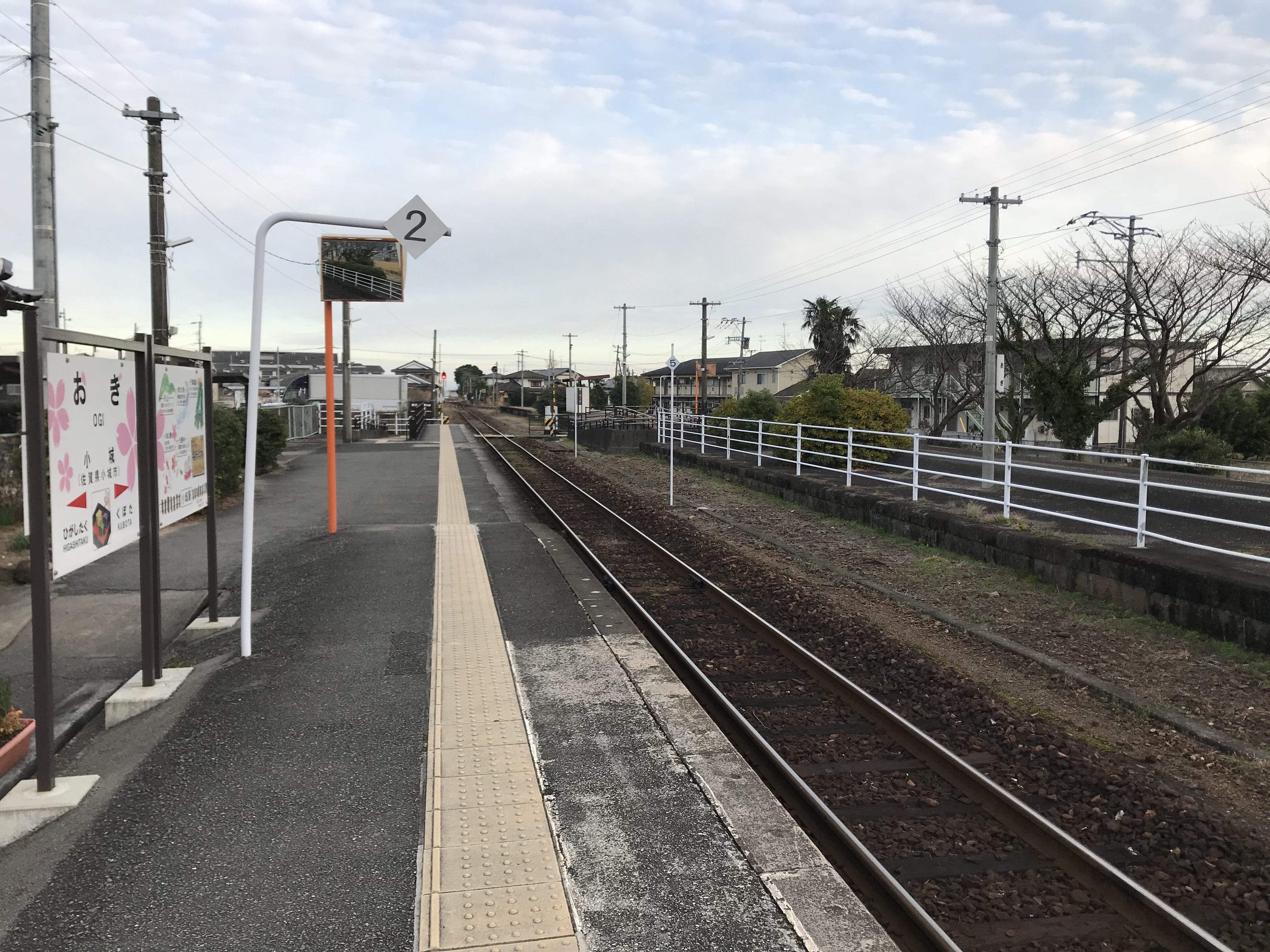
ホーム:1番のりばから2番のりば・佐賀方面
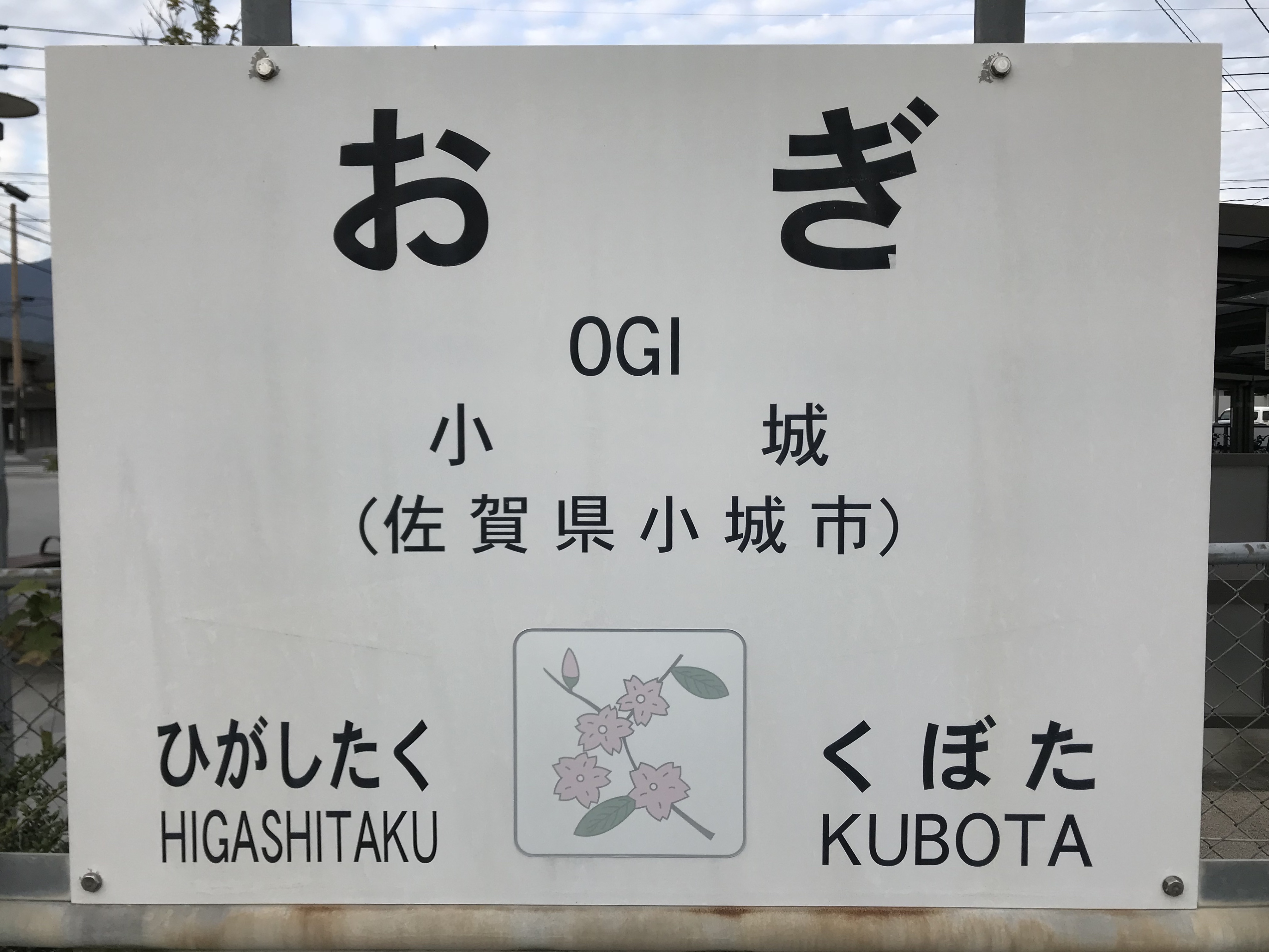
駅名標（イラストはサクラの花と葉）
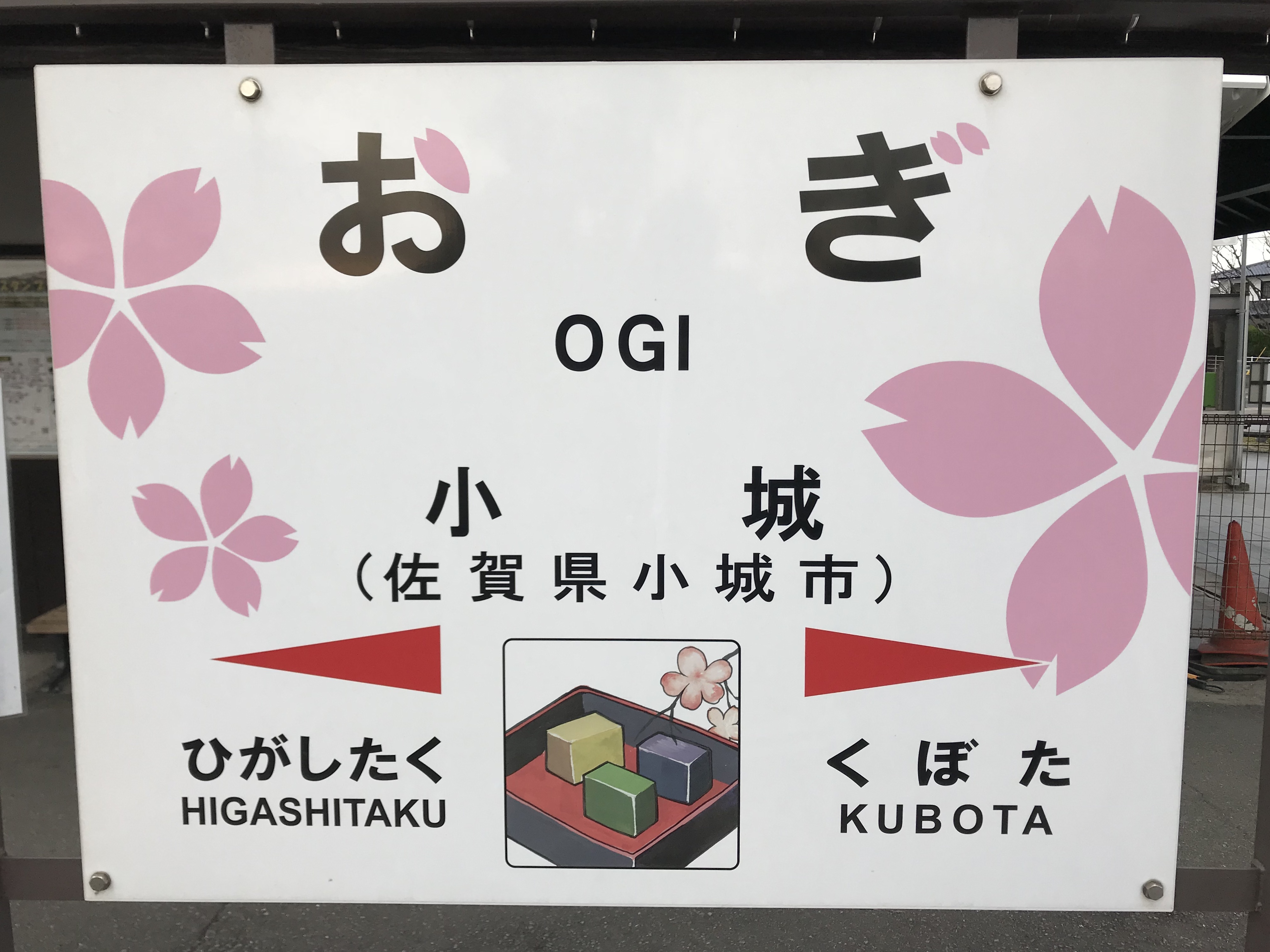
駅名標（イラストは羊かんとサクラの花）
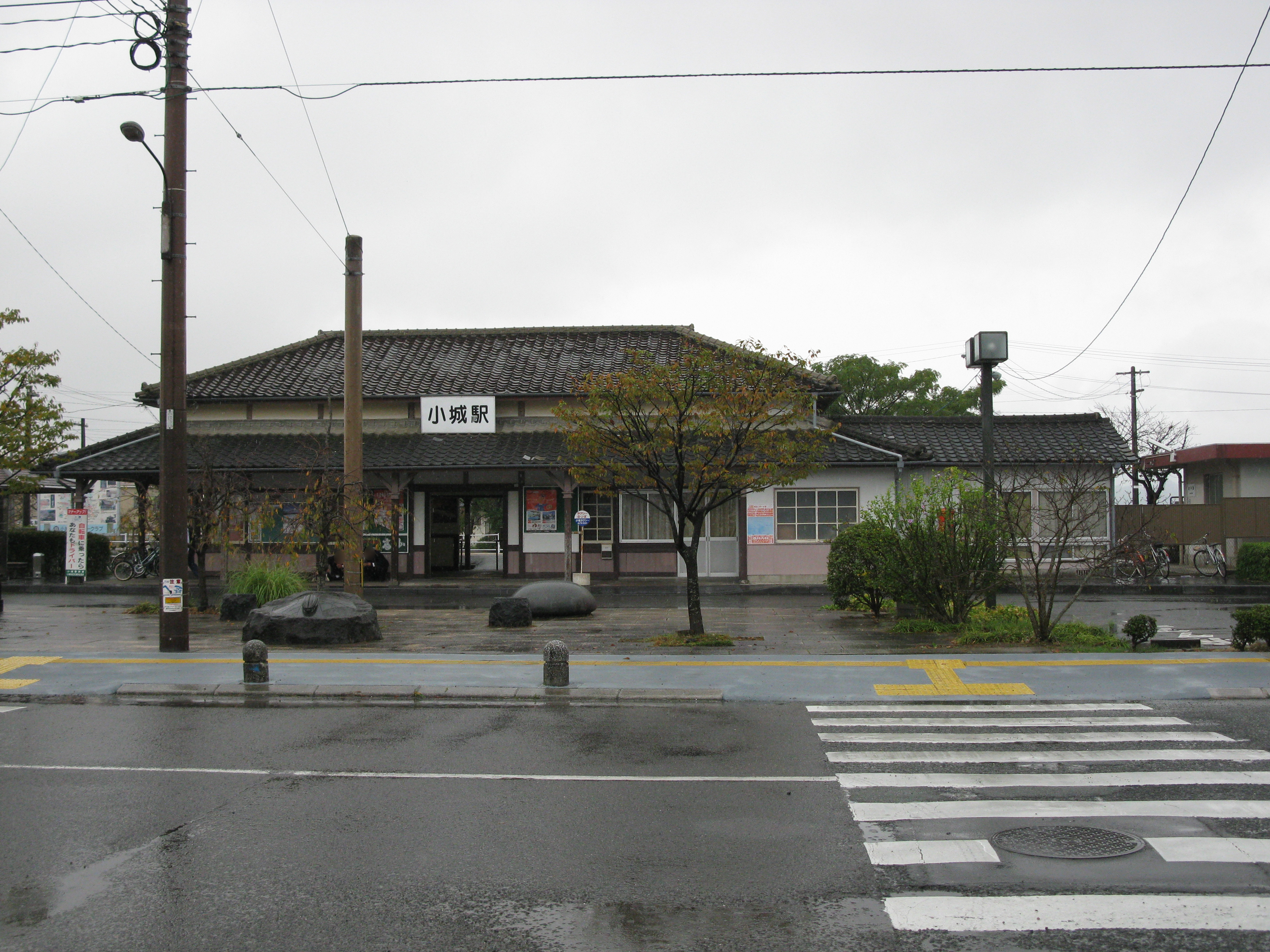
駅舎（2009年11月）

## 利用状況
2023年度の1日平均乗車人員は1,007人である。
| 年度   | 1日平均 乗車人員 |
| ------ | ---------------- |
| 2000年 | 961              |
| 2001年 | 942              |
| 2002年 | 956              |
| 2003年 | 971              |
| 2004年 | 994              |
| 2005年 | 999              |
| 2006年 | 1,012            |
| 2007年 | 1,004            |
| 2008年 | 1,034            |
| 2009年 | 1,017            |
| 2010年 | 1,034            |
| 2011年 | 1,041            |
| 2012年 | 1,054            |
| 2013年 | 1,068            |
| 2014年 | 996              |
| 2015年 | 1,034            |
| 2016年 | 1,053            |
| 2017年 | 1,029            |
| 2018年 | 1,054            |
| 2019年 | 1,050            |
| 2020年 | 919              |
| 2021年 | 924              |
| 2022年 | 940              |
| 2023年 | 1,007            |

## 駅周辺
「小城駅」を名乗るが、駅の住所は旧小城郡小城町域ではなく、小城町中心街の南端で旧小城郡三日月町側にある。
駅前から県道小城牛津線を約200メートル北上すると旧小城町域に入り、さらに約700メートル北上すると国道203号沿いの旧小城町中心市街地に行き着く。
県道小城牛津線を南下し三日月町域を過ぎると、国道207号と合流した佐賀県道48号佐賀外環状線の道を廻り、佐賀市久保田町を通り佐賀市内（県庁方面）へ行く。
- 村岡総本舗小城駅前店
- 小城公園 - 北西へ約300メートル
- 小城市民図書館小城館
- 小城市保健福祉センター
- 佐賀県立小城高等学校
- 小城市立小城中学校
- 小城市立桜岡小学校
- ゆめぷらっと小城（旧小城町役場） - 旧小城町中心市街地国道203号沿い
- 昭和バス小城発着所 - 旧小城町中心市街地国道203号沿い。佐賀・多久・唐津・牛津方面に運行する。
- 佐賀県農業協同組合佐城地区中央支所
- 清水の滝 - タクシーで約15分。

### バス路線
- 昭和バス小城駅前バス停
  - 小城発着所・牛津方面
- 小城町巡回バス - 3路線。いずれも駅前ではなく小城公園東口または小城市民図書館小城館（桜城館）に停車する。

## 撮影・ロケ
- 映画『男はつらいよ ぼくの伯父さん』（1989年公開）にて、寅さんが電話をするシーンの撮影に使用された[17]。

## 隣の駅
九州旅客鉄道（JR九州）
■唐津線
久保田駅 - 小城駅 - 東多久駅